# Leo Willis
Leo Willis, född 5 januari 1890 i Oklahoma, död 10 april 1952 i Monterey County, var en amerikansk skådespelare.

## Biografi
Willis började sin skådespelarkarriär redan under stumfilmseran som 26-åring, och fick roller som cowboys. Senare i karriären fick han ofta spela skurkar i flera västernfilmer. Han fick även medverka i flera filmer producerade av  Mack Sennett och Hal Roach, däribland några filmer med komikerduon Helan och Halvan. Även där fick han ofta spela skurkar. 
1914 gifte han sig med May Frances Willis (1897-1926), med vilken han fick dottern Rhea Louise Willis Curran (1914-2006).
Willis hittades död i sin bil 1952. Han är gravsatt i King City Cementery i Kalifornien.

## Filmografi (i urval)
Källa: 
- 1924 – Near Dublin
- 1924 – Short Kilts
- 1925 – Isn't Life Terrible?
- 1927 – Lillebror
- 1927 – Call of the Cuckoo
- 1928 – Helan och Halvan i stenåldern
- 1928 – Toffelhjältar på vift
- 1929 – Helan och Halvan på straffarbete
- 1930 – Helan och Halvan som gatans trubadurer
- 1931 – In igen och ut igen!
- 1931 – Alla tiders hjältar
- 1931 – Fyra fräcka fripassagerare
- 1934 – Med spöken i lasten
- 1935 – I kronans kläder
- 1936 – Zigenarflickan
- 1936 – On the Wrong Trek